# Kalvene
Kalvene (anciennement en letton : Tāšu Padure, allemand : Tasch–Paddern) est un village de la paroisse de Kalvene dont c'est le centre administratif. Elle se trouve en Courlande, dans la municipalité d'Aizpute en Lettonie.
Situé au centre de la paroisse, elle s'étend à proximité de la route P115 à 16km du centre d'Aizpute et à 170km de Rīga.
La localité s'est développée autour du Château de Tāšu Padure ayant appartenu à la famille von Keyserling dans lequel l'écrivain germano-balte de langue allemande Eduard von Keyserling (1855-1918) est né et a grandi.